# 欧洲航空运输
欧洲运输航空（European Air Transport）是一家总部设在比利时扎芬特姆的货运航空公司。它代表DHL在欧洲提供快递包裹服务。它也提供一些专门的货运业务，包括家畜的运输。它的主要基地是布鲁塞尔国际机场。

## 代码
- IATA代码：QY
- ICAO代码：BCS
- 呼号：EuroTrans

## 历史
1971年欧洲运输航空成立并开始运营。

## 服务
欧洲运输航空提供的国际货运业务可通达如下城市（截至2005年1月）：巴林、迪拜、坎大哈、里昂和米兰。

## 机队
欧洲运输航空机队组成如下（截至2010年12月）：
- 12架 空中巴士A300B4-200F
- 14架 波音757-200